# Glaphyra nigritula
Glaphyra nigritula là một loài bọ cánh cứng trong họ Cerambycidae.